# McKinley Belcher III
McKinley Belcher III (Atlanta, 23 marzo 1984) è un attore statunitense noto principalmente per i ruoli di Michael Ledroit nella miniserie Netflix Eric, di Carl Otieno in Zero Day, di Samuel Diggs nella serie PBS Mercy Street, di Anthony Carter nel dramma Fox The Passage e di Trevor Evans nel thriller Ozark

## Biografia

### Primi anni
McKinley Belcher è nato ad Atlanta, Georgia da McKinley Belcher Jr. e Pamela McGhee Belcher, la sua famiglia si è successivamente trasferita a Powder Springs, dove ha frequentato le scuole elementari e medie, per poi diplomarsi alla Campbell High School di Smyrna, Georgia, nel 2002, frequentando i programmi di Baccellierato internazionale, atletica e corsa campestre.
Dopo aver frequentato la Belmont University di Nashville, Tennessee, laureandosi in scienze politiche e comunicazione nel 2006 gareggiando inoltre nella squadra di dibattito, nel 2010 ha conseguito un MFA alla USC School of Dramatic Arts di Los Angeles vincendo l'Ava Greenwald Memorial Award.

### Carriera
Belcher è apparso Off-Broadway in Romeo e Giulietta alla Classic Stage Company nel 2013, stesso anno in cui ha fatto il suo debutto cinematografico comparendo in Go for Sisters, al fianco di Lisa Gay Hamilton.  Nel 2015 è apparso nella miniserie HBO di David Simon Show Me a Hero, al fianco di  LaTanya Richardson Jackson, e ha interpretato uno dei personaggi principali della serie PBS Mercy Street, prodotta da Ridley Scott.
Nel 2016 è stato diretto da Rachel Chavkin in The Royale al Lincoln Center ed è apparso nella riduzione teatrale de La finestra sul cortile di Darko Tresnjak all'Hartford Stage con Kevin Bacon. Mentre l'anno successivo ha preso parte all'adattamento teatrale del libro di Ken Urban "A Guide for the Homesick" ed è apparso Off-Broadway in The Light.
Nel 2018 è stato scelto per il ruolo di Anthony Carter nel dramma Fox The Passage, basato sull'omonimo romanzo di Justin Cronin.
Nel 2020, Belcher ha debuttato a Broadway interpretando il soldato  Louis Henson nella première di A Soldier's Play alla Roundabout Theatre Company. Cui ha fatto seguito Morte di un commesso viaggiatore Wendell Pierce, Sharon D. Clarke, Khris Davis e André De Shields.
Nel 2022 ha lavorato nuovamente con David Simon nella miniserie HBO We Own This City - Potere e corruzione, mentre a marzo dello stesso anno viene annunciato il suo ingresso nel cast della serie Netflix One Piece nel ruolo di Arlong. Nel 2024 entra a far parte del cast principale della miniserie Eric.

## Vita privata
Apertamente queer, Belcher ha sposato l'artista Blake Fox il 17 gennaio 2023 a Hoboken, New Jersey, in un matrimonio officiato dal suo co-protagonista Morte di un commesso viaggiatore André De Shields.

## Filmografia

### Cinema
- Go for Sisters, regia di John Sayles (2013)
- Mapplethorpe, regia di Ondi Timoner (2018)
- Unorganized, regia di Sidney Kreitzer - cortometraggio (2018)
- Bleeding, Kansas, regia di Daniel Lafrentz - cortometraggio (2018)
- La verità negata (Trial by Fire), regia di Edward Zwick (2018)
- Attraverso i miei occhi (The Art of Racing in the Rain), regia di Simon Curtis (2019)
- Storia di un matrimonio (Marriage Story), regia di Noah Baumbach (2019)
- After Dark, regia di Minka Bleakley - cortometraggio (2021)
- Eraser: Reborn, regia di John Pogue (2022)
- Runaway, regia di Eric Hurt - cortometraggio (2021)

### Televisione
- Law & Order: LA - serie TV, episodio 1x06 (2010)
- Rizzoli & Isles - serie TV, episodio 2x01 (2011)
- Louie - serie TV, episodio 3x06 (2012)
- Elementary - serie TV, episodio 3x01 (2014)
- Power – serie TV, 4 episodi (2014-2017)
- Madam Secretary – serie TV, episodio 1x13 (2015)
- Chicago P.D. – serie TV, episodio 2x15 (2015)
- Unbreakable Kimmy Schmidt – serie TV, episodio 1x01 (2015)
- Show Me a Hero – serie TV, 5 episodi (2015)
- Mercy Street - serie TV, 12 episodi (2016-2017)
- Ozark – serie TV, 15 episodi (2017-2020)
- The Passage – serie TV, 10 episodi (2009)
- The Good Lord Bird - La storia di John Brown (The Good Lord Bird) – serie TV, 6 episodi (2020)
- FBI – serie TV, episodio 3x05 (2021)
- We Own This City - Potere e corruzione (We Own This City) – serie TV, 6 episodi (2022)
- One Piece – serie TV, 4 episodi (2023)
- Eric – miniserie TV, 6 episodi (2024)
- Zero Day – miniserie TV, 5 episodi (2025)
- Found – serie TV, episodio 2x17 (2025)
- Law & Order: criminalità organizzata (Law & Order: Organized Crime) - serie TV, 2 episodi (2025)

## Doppiatori italiani
Nelle versioni in italiano delle opere in cui ha recitato, McKinley Belcher III è stato doppiato da:
- Massimo Triggiani ne La verità negata, Ozark, The Passage
- Massimo Bitossi in Attraverso i miei occhi, One Piece, Zero Day
- Dodo Versino in We Own This City - Potere e corruzione
- Simone Leonardi in Eric
- Francesco De Francesco in Found